# Nyírpilis, Szabolcs-Szatmár-Bereg
Nyírpilis  este un sat în districtul Nyírbátor, județul Szabolcs-Szatmár-Bereg, Ungaria, având o populație de 831 de locuitori (2011). 

## Demografie
Componența etnică a satului Nyírpilis
     Maghiari (59,58%)
     Romi (40,42%)
Componența confesională a satului Nyírpilis
     Greco-catolici (43,92%)
     Reformați (36,46%)
     Fără religie (4,57%)
     Romano-catolici (3,61%)
     Necunoscută (11,43%)
Conform recensământului din 2011, satul Nyírpilis avea 831 de locuitori. Din punct de vedere etnic, majoritatea locuitorilor (59,58%) erau maghiari, cu o minoritate de romi (40,42%). Nu există o religie majoritară, locuitorii fiind greco-catolici (43,92%), reformați (36,46%), persoane fără religie (4,57%) și romano-catolici (3,61%). Pentru 11,43% din locuitori nu este cunoscută apartenența confesională.